# Svarthättad empid
Svarthättad empid (Empidonax atriceps) är en fågel i familjen tyranner inom ordningen tättingar.

## Utseende och läte
Svarthättad empid är en liten tyrann som har mörkare fjäderdräkt än liknande arter. Noterbart är svart hjässa och en tårformad vit ögonring. Den har även matt brunaktiga vingband. Könen är lika. Lätet beskrivs som ett "pip".

## Utbredning och systematik
Fågeln förekommer i bergsområden i Costa Rica och västra Panama. Den behandlas som monotypisk, det vill säga att den inte delas in i några underarter.

## Levnadssätt
Svarthättad empid hittas i bergstrakter i en rad olika miljöer, men vanligen öppna skogsbryn eller buskiga gläntor.

## Status
Ockrapivin har ett begränsat utbredningsområde, men beståndet anses vara stabilt. Internationella naturvårdsunionen IUCN kategoriserar arten som livskraftig. Världspopulationen uppskattas till mellan 20 000 och 50 000 vuxna individer.